# 吉姆敦 (伊利諾伊州尚佩恩縣)
吉姆敦（英語：Jimtown）是位於美國伊利諾伊州尚佩恩縣的一個非建制地區。該地的面積和人口皆未知。

## 地理
吉姆敦的座標為40°54′06″N 88°21′49″W / 40.90167°N 88.36361°W，而該地的平均海拔高度為204米（即679英尺）。